# Serica daliangshanica
Serica daliangshanica är en skalbaggsart som beskrevs av Ahrens 2005. Serica daliangshanica ingår i släktet Serica, och familjen Melolonthidae. Inga underarter finns listade i Catalogue of Life.